# Nalanthamala diospyri
Nalanthamala diospyri är en svampart som först beskrevs av Crand., och fick sitt nu gällande namn av Schroers & M.J. Wingf. 2005. Nalanthamala diospyri ingår i släktet Nalanthamala och familjen Nectriaceae.   Inga underarter finns listade i Catalogue of Life.